# Национальный олимпийский комитет Сьерра-Леоне
Национальный олимпийский комитет Сьерра-Леоне (англ. National Olympic Committee of Sierra Leone) — организация, представляющая Сьерра-Леоне в международном олимпийском движении. Основан и зарегистрирован в МОК в 1964 году.
Штаб-квартира расположена в Фритауне. Является членом Международного олимпийского комитета, Ассоциации национальных олимпийских комитетов Африки и других международных спортивных организаций. Осуществляет деятельность по развитию спорта в Сьерра-Леоне.